# Sonda (strumento)
La sonda è un dispositivo medico usato per vari scopi e in vari ambiti.

## Misure
Le sonde si misurano tramite i seguenti parametri:
- Numero dei lumi;
- Calibro (misurato in  French, la cui Unità di misura è pari a 0,33 millimetri, equivalente alla misura della Scala Charrière utilizzata per il catetere vescicale);
- lunghezza (misurata in cm)

## Scopo
- Diagnostico, ad esempio per l'analisi del contenuto gastrico e la rilevazione del pH.
- Nutrizionale, per  la somministrazione di miscele nutritive, liquidi per l'idratazione e anche somministrazione di farmaci opportunamente tritati
- Evacuativo, attraverso diverse modalità: o per lavaggio ed  irrigazione, mediante la lavanda gastrica (gastrolusi) al fine di rimuovere le sostanze tossiche accidentalmente o volontariamente ingerite; o per decompressione, ossia per aspirare secrezioni e gas in condizioni di inadeguato svuotamento gastrico (come nel blocco della peristalsi conseguente all'anestesia) e per diminuire la pressione intraddominale ed intratoracica.
- Compressivo, mediante l'esercizio di pressione sulle pareti interne del tratto gastroesofageo, come avviene per tamponare l'emorragia massiva in caso di rottura di varici esofagee. La pressione viene esercitata attraverso il gonfiaggio di appositi palloncini di ancoraggio.

## Tipologie di sonda
- Sonda di Miller-Abbott è un tipo di sonda a doppia via, lunga 300 cm, utilizzata per il sostegno alla peristalsi nei quadri clinici di sub-occlusione intestinale.
- Sonda di Levin è un tipo di sonda naso-gastro-duodenale a una via, lunga circa 120 cm, utilizzata sia per nutrizione enterale pre-pilorica che  per svuotamento gastrico.
- Sonda di Salem è un tipo di sonda naso-gastro-duodenale a doppia via, lunga 120 cm per svuotamento gastrico
- Sonda di Cantor è una sonda digiunale ad un lume, lunga  più di 300 cm, usata per la decompressione intestinale.
- Sonda di Corpak
- Sonda di Dobbhoff
- Sonda Entriflex
- sonda Sengstaken-Blakemore è un tipo di sonda esofagea a 3 o 4 vie, per varici esofagee
- sonda Faucher per lavaggio intestinale
- sonda di Linton per varici gastriche
- Sonda rettale
- Sonda Foley
- sonda Nelaton
- sonda Pezzer
- sonda Tiemman
- Sonda di Eudel è una sonda digiunale a singolo lume, lunga 250 cm
- Sonda di Bengmark è una sonda naso-digiunale ed autopropellente, utilizzata per la nutrizione enterale post-pilorica.
- Sonda Einhorn